# Alpuente (kommunhuvudort)
Alpuente är en kommunhuvudort i Spanien.   Den ligger i provinsen Província de València och regionen Valencia, i den östra delen av landet, 240 km öster om huvudstaden Madrid. Alpuente ligger 844 meter över havet och antalet invånare är 861.
Terrängen runt Alpuente är kuperad. Runt Alpuente är det mycket glesbefolkat, med 4 invånare per kvadratkilometer. Närmaste större samhälle är Chelva, 13,1 km söder om Alpuente. Omgivningarna runt Alpuente är i huvudsak ett öppet busklandskap.